# Alfa-serien
Alfa-serien, populärvetenskaplig bokserie som utgavs på 1960-talet i 8 länder, i Sverige stod LTs förlag för utgivningen.
| Volym | Titel                                                    | Författare                         | Utgivningsår |
| ----- | -------------------------------------------------------- | ---------------------------------- | ------------ |
| 1     | Människan genom tiderna                                  | Gustav Schenk                      | 1961         |
| 2     | Färgernas magi - De franska impresionisterna             | Hans Platte                        | ?            |
| 3     | Konst i Afrika                                           | Albert Theile                      | ?            |
| 4     | Jorden - Vår planet i världsrymden                       | Gustav Schenk                      | 1962         |
| 5     | Skalbaggar                                               | Franz Peter Möhres & Ewald Reitter | 1964         |
| 6     | Japanska träsnitt - Landskap * Skådespelare * Kurtisaner | Rose Hempel                        | ?            |
| 7     | En värld under vatten - Djuren i Medelhavet              | Franz Peter Möhres                 | ?            |
| 8     | Alpina blommor                                           | Paula Kohlhaupt                    | 1963         |